# Spiranthes ochroleuca
Spiranthes ochroleuca är en orkidéart som först beskrevs av Per Axel Rydberg, och fick sitt nu gällande namn av Per Axel Rydberg. Spiranthes ochroleuca ingår i släktet skruvaxsläktet, och familjen orkidéer. Inga underarter finns listade i Catalogue of Life.

## Bildgalleri

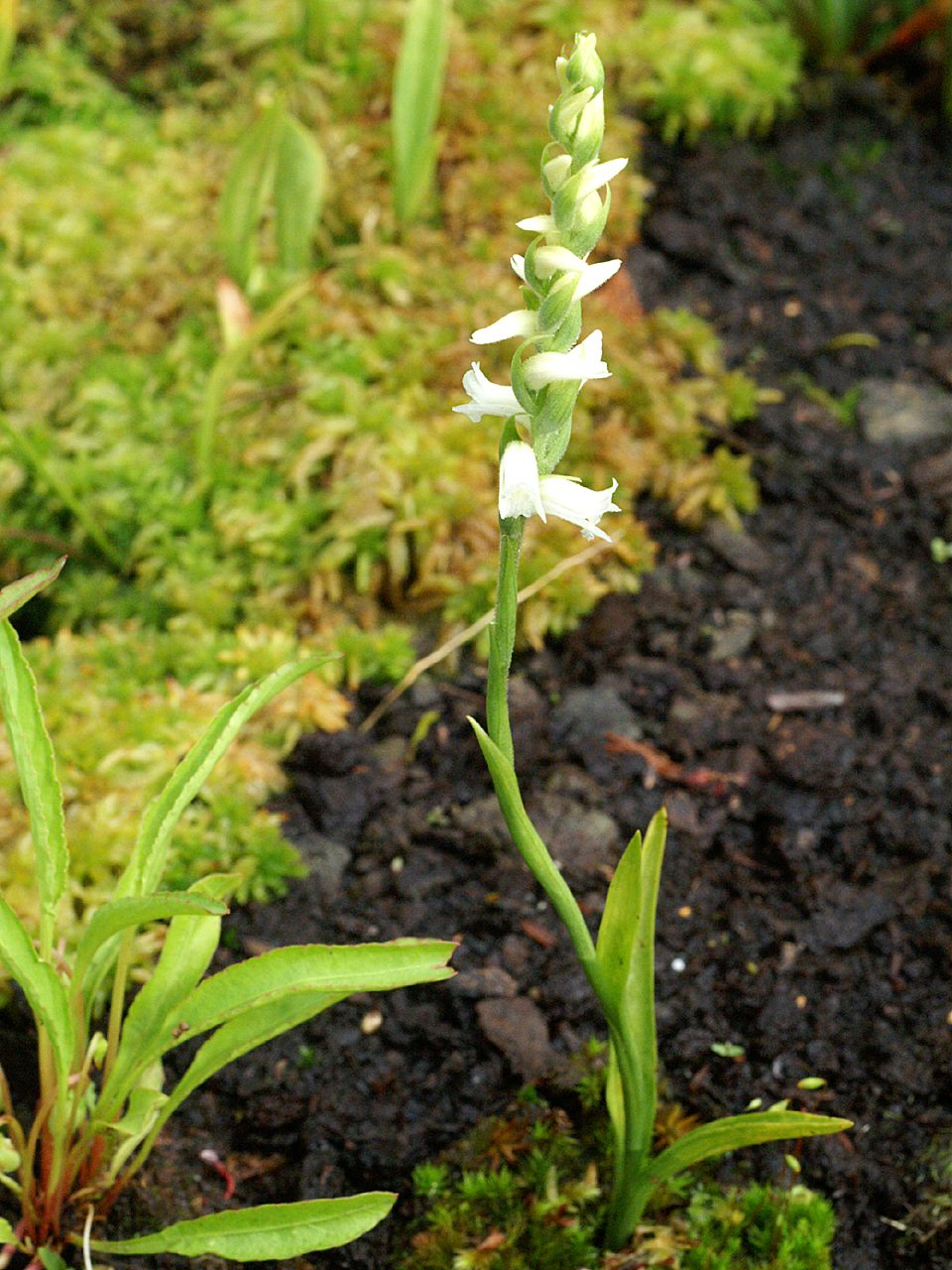
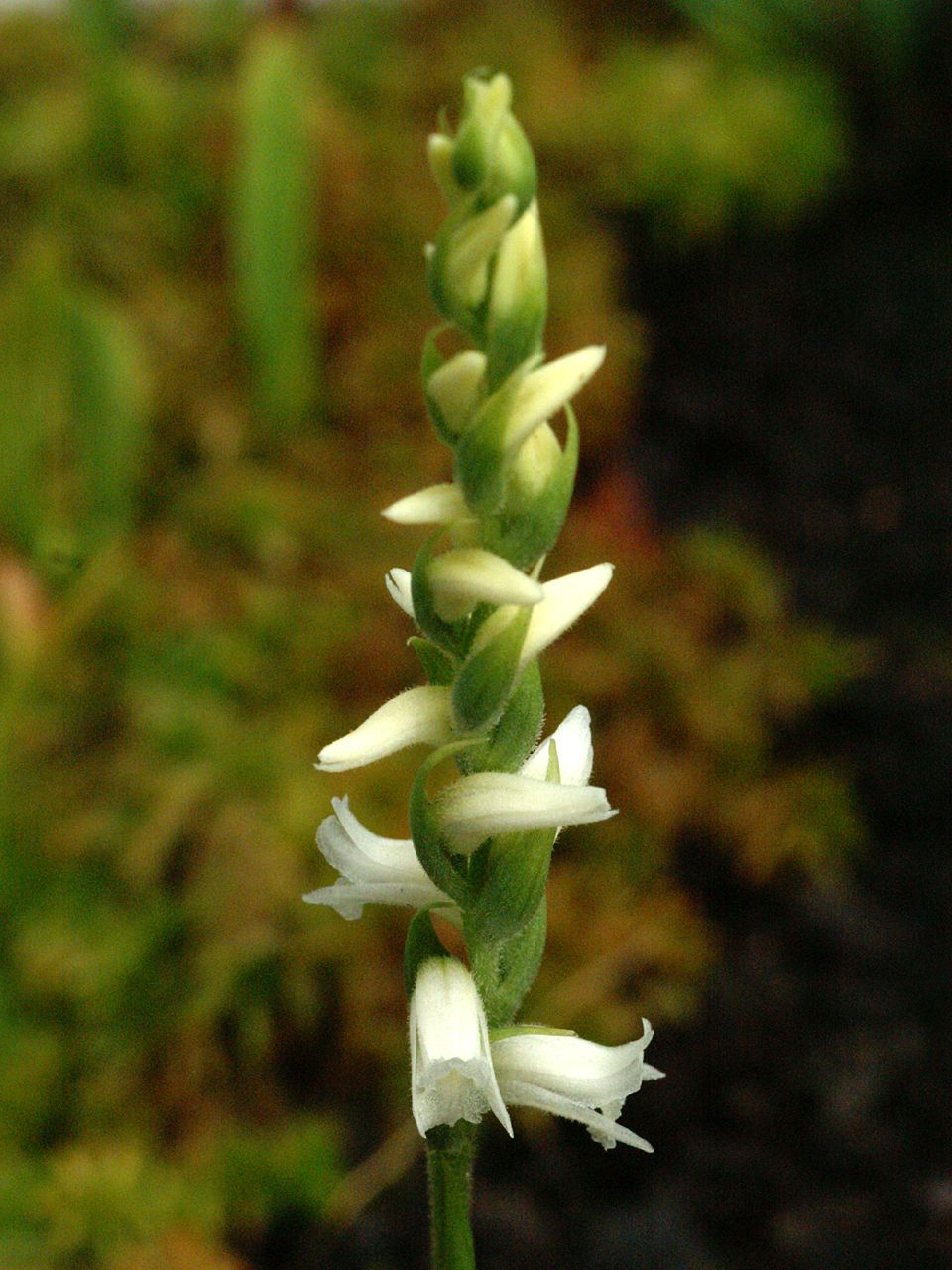
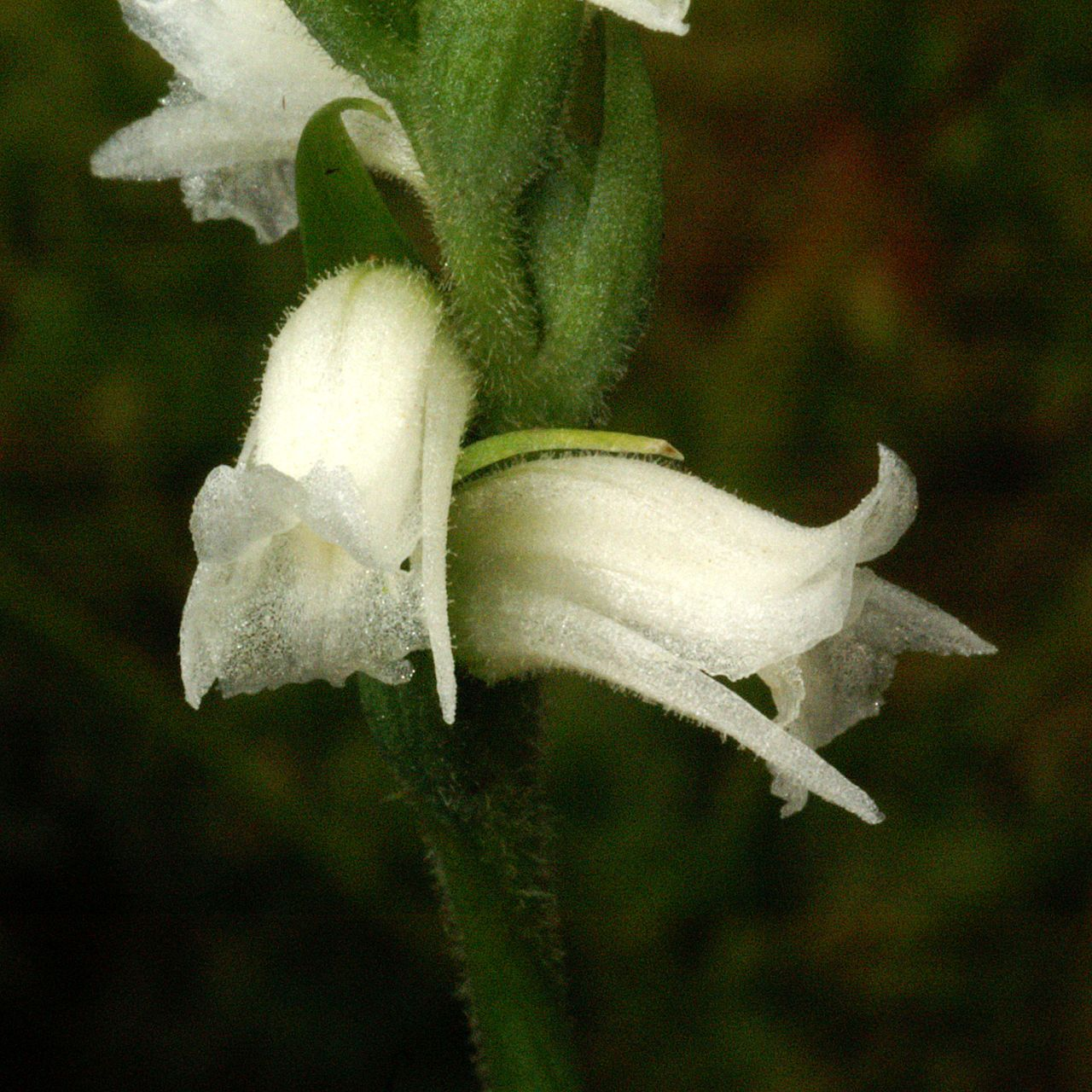